# Tras el cristal
Tras el cristal és una pel·lícula de terror espanyola dirigida per Agustí Villaronga estrenada el 3 de març de 1987.
Va ser comercialitzada internacionalment amb el títol In a glass cage ('En una gàbia de vidre').
Inspirada en la història de Gilles de Rais, La trama mostra un pederasta exnazi paralitzat que depèn d'un pulmó d'acer i al que fa d'infermer una de les seves antigues víctimes.
Com que barrejava temes com el nazisme, pedofília, tortura i homosexualitat, la pel·lícula va ser molt controvertida. Per celebrar el 30è aniversari dels Premi Teddy, la pel·lícula va ser seleccionada per a ser presentada al 66è Festival Internacional de Cinema de Berlín el febrer de 2016.

## Argument
Klaus va ser un metge dels camps de concentració nazis que va intervenir en els experiments i tortures a nens, dels quals a més abusava sexualment. Acabada la guerra s'exilia d'Alemanya i continua la seva carrera criminal de pederasta assassí. Després de torturar i matar a un altre nen es llança des de l'alt d'una torre quedant-se tetraplègic i confinat en un pulmó d'acer.
Poc després es presenta un estrany jove, Ángelo, en l'apartada casa de camp on Klaus viu amb la seva família, oferint-se a cuidar-li com a infermer, malgrat les reticències de la seva esposa Griselda, Klaus ho contracta. Aviat Ángelo pren el control de la casa assassinant a Griselda i acomiadant a la jornalera que feia el treball domèstic, quedant-se Klaus i la seva filla Rena a la seva mercè.
Ángelo domina i alhora se sent fascinat per l'immòbil Klaus, li sotmet a les seves fantasies sexuals, li vexa i tortura psicològicament fent-li presenciar els assassinats de nens que comet, imitant els crims del propi Klaus relatats en el seu diari. També domina a la nena Rena unes vegades assumint un paper paternal protector i complaent i unes altres per mitjà del terror i la violència.
Finalment es revela que Ángelo va ser una de les víctimes de Klaus en la seva infantesa quan li treu del pulmó d'acer perquè mori asfixiat mentre emula l'escena del seu propi abús, però aquesta vegada intercanviant els papers i en presència de Rena. Una vegada mort Klaus, Ángelo pren totalment la seva identitat ficant-se en el pulmó artificial i fa que Rena assumeixi la seva.

## Repartiment
- Günter Meisner: Klaus
- David Sust: Ángelo
- Marisa Paredes: Griselda
- Gisela Echevarría: Rena
- Imma Colomer: la jornalera
- Alberto Manzano: el nen gitano
- Josué Guasch: el nen cantor
- David Cuspinera: el nen del barracó
- Ricardo Carcelero: Ángelo de nen

## Reconeixements
- En 1986, Agustí Villaronga va rebre el Premi a la Millor Òpera Prima en la Setmana del Cinema Espanyol de Múrcia.[6]
- La pel·lícula va estar nominada com a millor pel·lícula en el Festival Internacional de Cinema Fantàstic de Porto, Fantasporto, de 1987.[7]
- Agustí Villaronga va obtenir el premi a la millor opera prima als 32a edició dels Premis Sant Jordi de Cinematografia de 1988.[8]